# Stuckey
Stuckey es un pueblo ubicado en el condado de Williamsburg en el estado estadounidense de Carolina del Sur. El pueblo en el año 2000 tiene una población de 263 habitantes en una superficie de 2.4 km², con una densidad poblacional de 111.1 personas por km². 

## Geografía
Stuckey se encuentra ubicado en las coordenadas 33°43′47″N 79°30′46″O / 33.72972, -79.51278. Según la Oficina del Censo, el pueblo tiene un área total de 2,4 km² (0,9 mi²), de la cual 2,4 km² (0,9 mi²) es tierra y 0 km² (0 mi²) (0.0%) es agua.

### Localidades adyacentes
El siguiente diagrama muestra a las localidades en un radio de 32 kilómetros (19,9 mi) de Stuckey.

## Demografía
En el 2000 la renta per cápita promedia del hogar era de $26.250, y el ingreso promedio para una familia era de $36.250. El ingreso per cápita para la localidad era de $13.058. En 2000 los hombres tenían un ingreso per cápita de $27.083 contra $20.469 para las mujeres. Alrededor del 16.70% de la población estaba bajo el umbral de pobreza nacional. 